# Pelorovis
Pelorovis — вимерлий рід оленеподібних ссавців з родини бикових, який існував в епоху плейстоцену. Найвідомішим видом є Pelorovis oldowayensis з Олдувайської ущелини в Танзанії, з раннього плейстоцену.
Пелоровіс нагадував африканського буйвола, хоча був більшим і мав довші вигнуті роги. Ймовірно, Pelorovis важив близько 1200 кілограмів, а найбільші самці досягали 2000 кілограмів. Це робить її однією з найбільших родів і справді однією з найбільших жуйних тварин, які коли-небудь існували, конкуруючи з вимерлим американським довгорогим бізоном (Bison latifrons) і вимерлим азійським жирафом Sivatherium giganteum, а також із сучасним африканським жирафом (Giraffa camelopardalis) у вазі. Кісткові серцевини рогів були довжиною близько 1 метра; коли вони були вкриті кератином (який не зберігається після скам'яніння), вони могли бути вдвічі більші. Роги спрямовані вбік від голови, кожен утворюючи півколо у видів Pelorovis oldowayensis і P. turkanensis.